# Fichtelberg, Erzgebirge

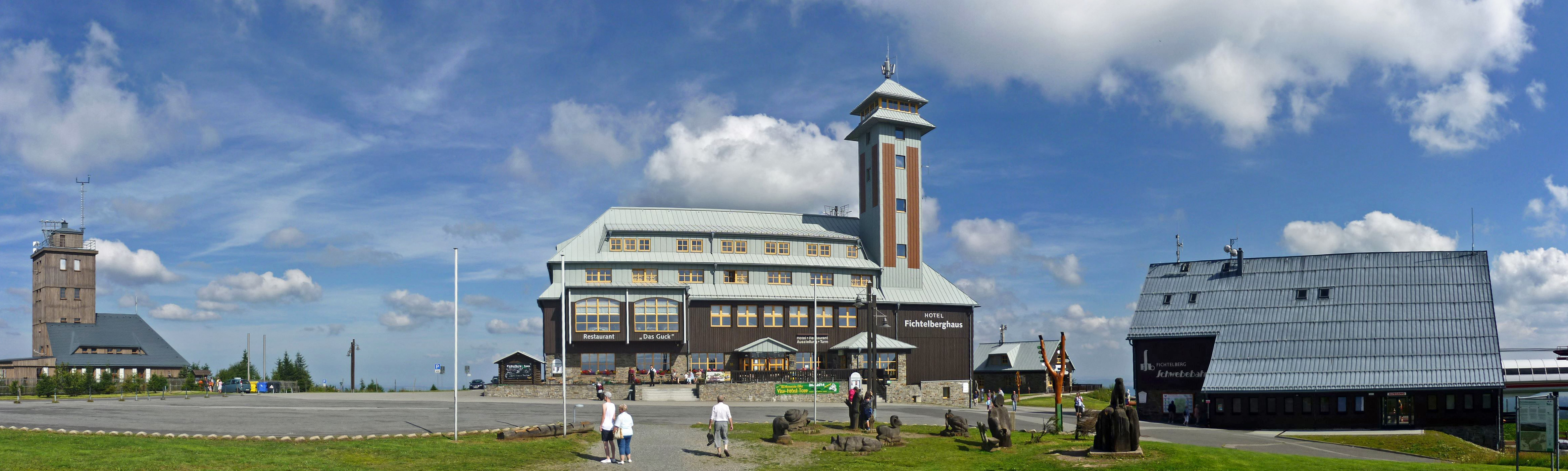
Byggnader på bergets topp.

Fichtelberg är med 1214,79 meter över havet den näst högsta bergstoppen i Erzgebirge. Det är det högsta berget i det tyska tyska förbundslandet Sachsen och var fram till den tyska återföreningen Östtysklands högsta berg.
Berget ligger vid gränsen till Tjeckien ovanför kurorten Oberwiesenthal. Från orten till bergets topp finns en linbana. På toppen byggdes dessutom en restaurang med utsiktstorn, en meteorologisk station samt en station för det kungliga sachsiska lantmäteriet. På bergets sydöstra sluttning finns flera anläggningar för backhoppning (Fichtelbergschanzen).